# سيدي علي بورقبة
سيدي علي بورقبة هي مدينة في إقليم تازة، بالجهة الإقتصاإدية تازة الحسيمة تاونات، بالمغرب. يبلغ عدد سكان سيدي علي بورقبة 10.500 نسمة. وفقا لتعداد عام 2004.

## دواوير الجماعة
- دوار خبابة.
- دوار تاستيت.
- دوار اخندوق.
- دوار بوعنقود.
- دوار بني امحمد.
- دوار افزارن (خبابة السفلى).
- دوار اولاد علي بن عيسى.
- دوار بوجطو.